# 廣林苑
廣林苑（英語：Kwong Lam Court）是香港的一個居者有其屋屋苑，位於新界沙田小瀝源，由房屋署總建築師江焯勳為首及其團隊聯手設計。原本是廣源邨第二期未命名的第5、6及12座，共有三座樓宇。
在區議會選舉，廣林苑及康林苑合組成廣康選區，現時代表廣康區的區議員是民主動力的廖栢康。

## 屋苑資料

### 樓宇
| 樓宇名稱 （座號）     | 門牌號碼     | 樓宇類型            | 落成年份 | 樓高（住宅層數） | 每層伙數 | 每座單位總數（伙） | 建築師                           | 承建商   | 提供升降機的廠商 | 期數 |
| --------------------- | ------------ | ------------------- | -------- | ---------------- | -------- | ------------------ | -------------------------------- | -------- | ---------------- | ---- |
| 興林閣（A座／第5座）  | 小瀝源路64號 | Y4型 （早期型設計） | 1990年   | 35（34）         | 18       | 612                | 房屋署總建築師江焯勳為首及其團隊 | 均利建築 | 奧的斯           | 2    |
| 茂林閣（B座／第6座）  | 小瀝源路62號 | Y4型 （早期型設計） | 1990年   | 35（34）         | 18       | 612                | 房屋署總建築師江焯勳為首及其團隊 | 均利建築 | 奧的斯           | 2    |
| 馥林閣（C座／第12座） | 小瀝源路66號 | Y4型 （早期型設計） | 1990年   | 35（34）         | 18       | 612                | 房屋署總建築師江焯勳為首及其團隊 | 均利建築 | 奧的斯           | 4    |

（註：第1-4及7-11座指同一項目內的廣源邨及康林苑，故此有關座號將會略去。上述座號是以房屋署Estate Property的記錄為依歸）

## 教育設施

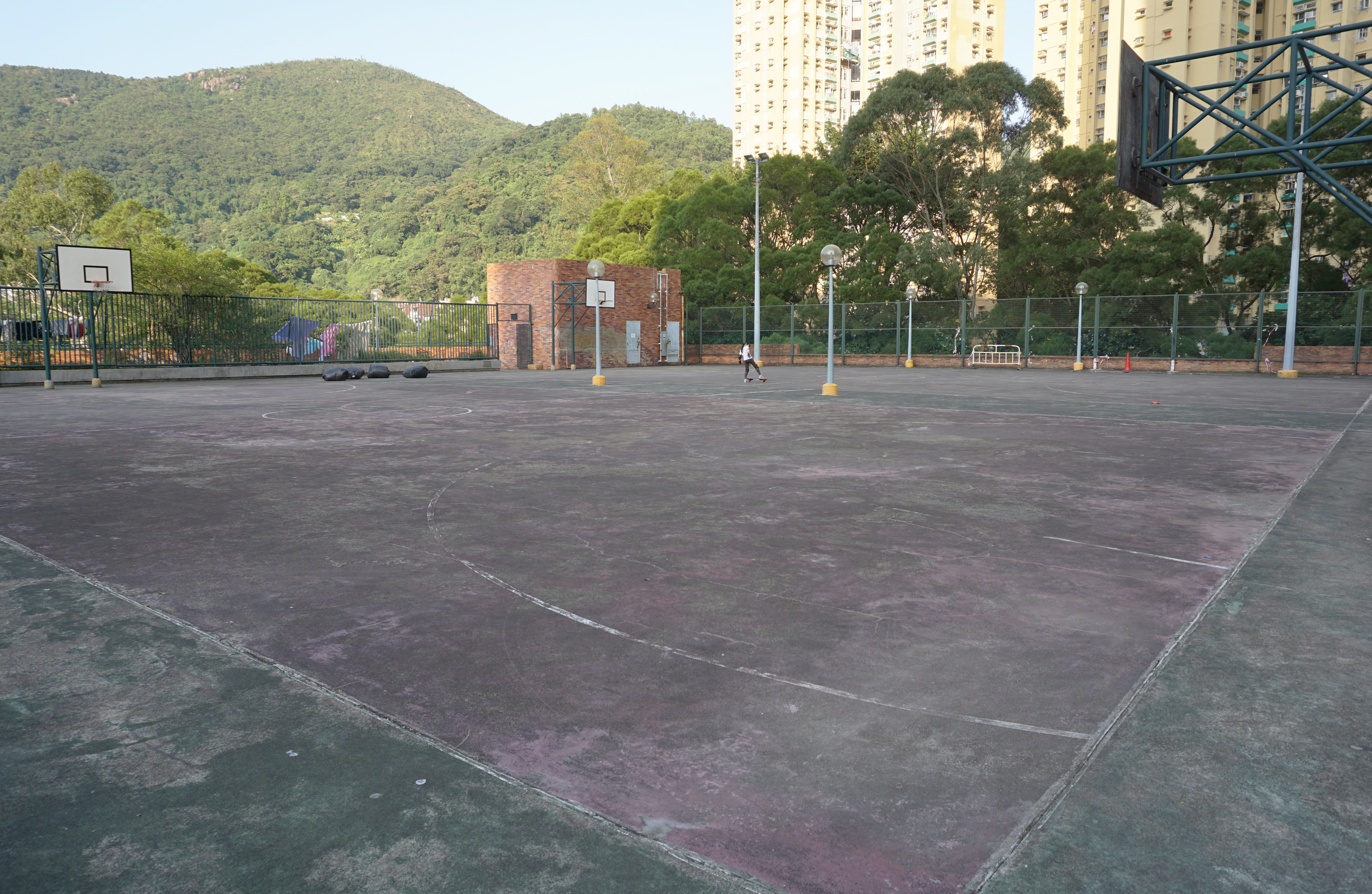
籃球場

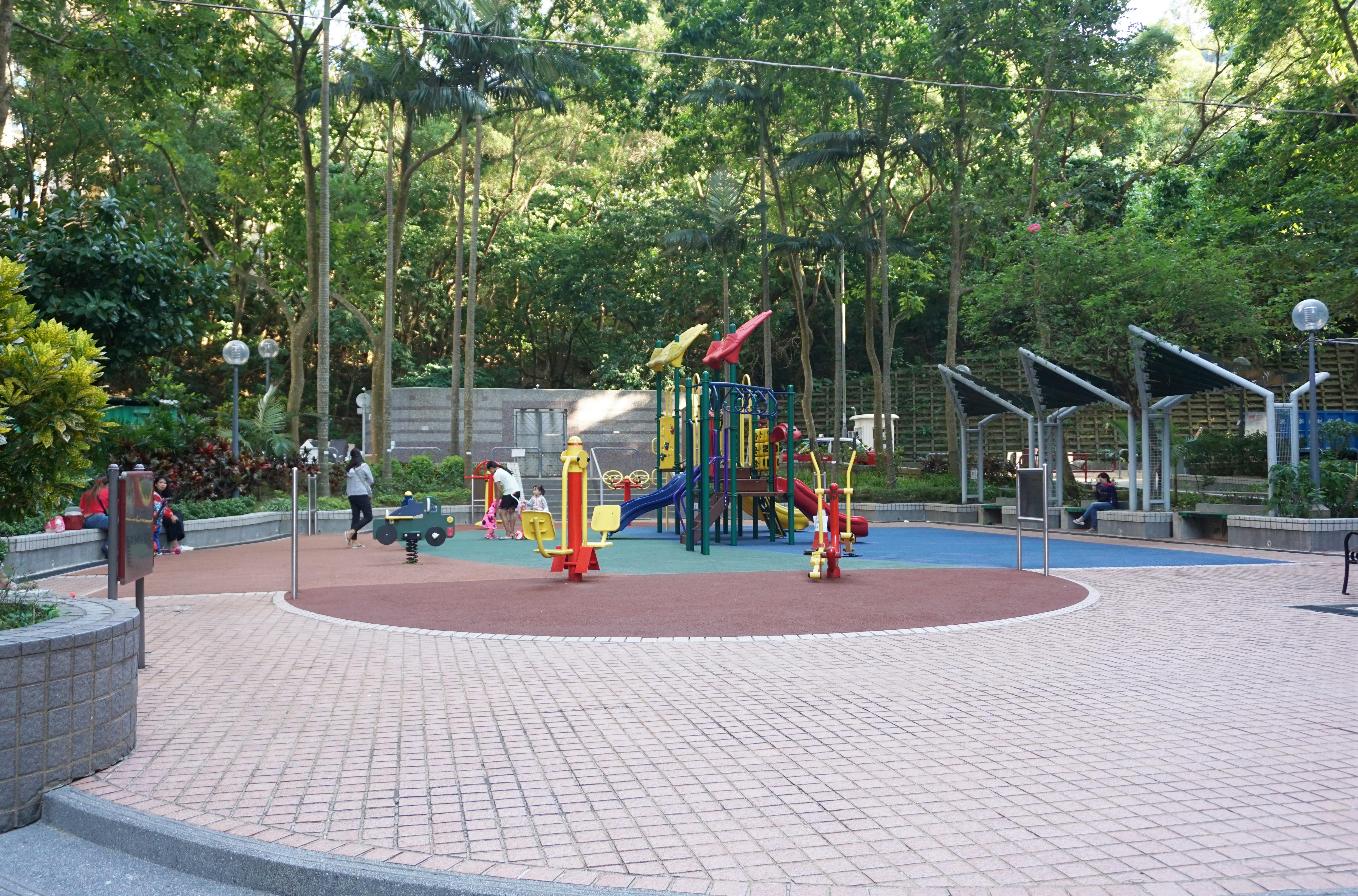
彈簧椅、滑梯及健體區

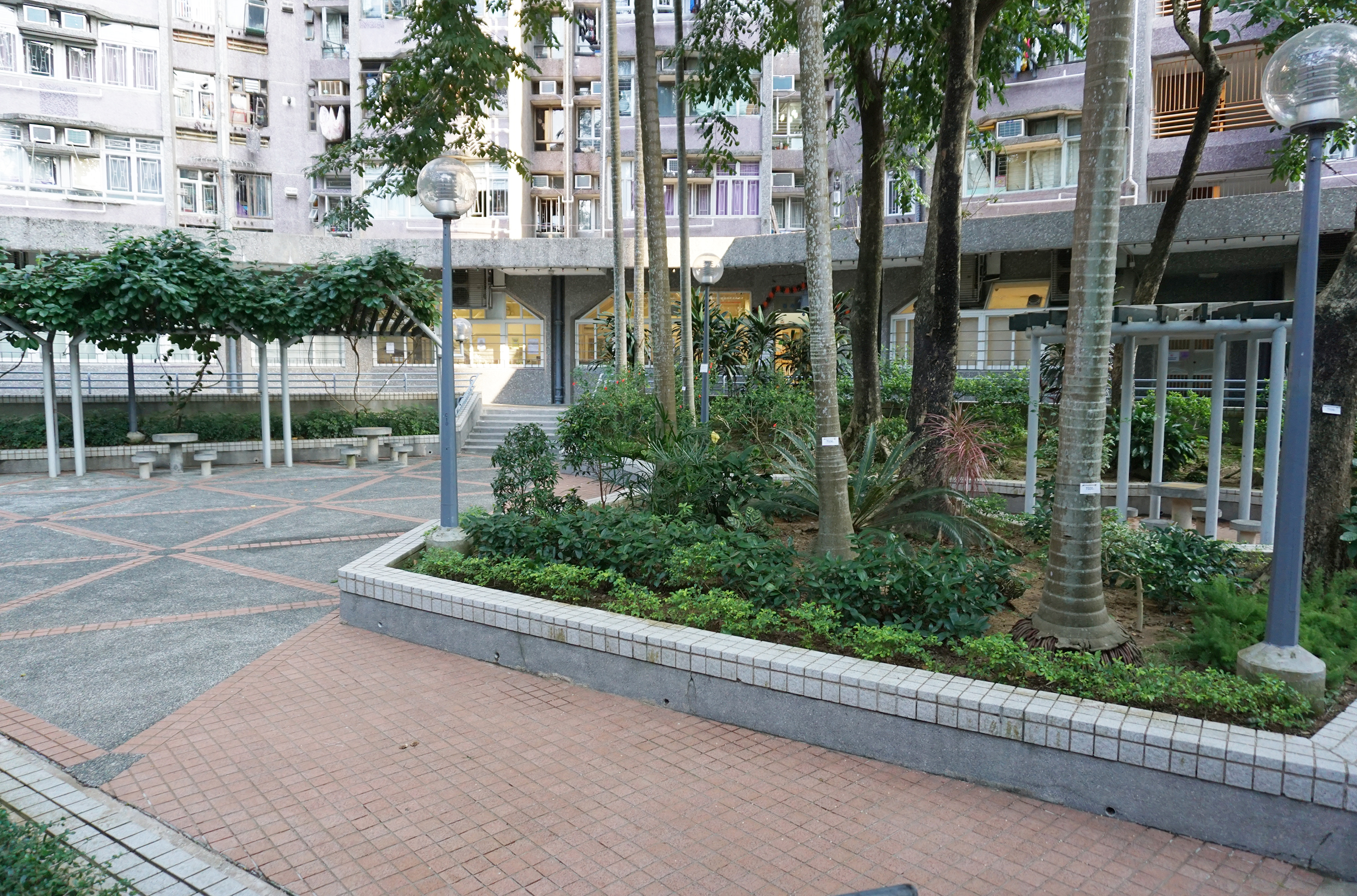
園景及棋藝區

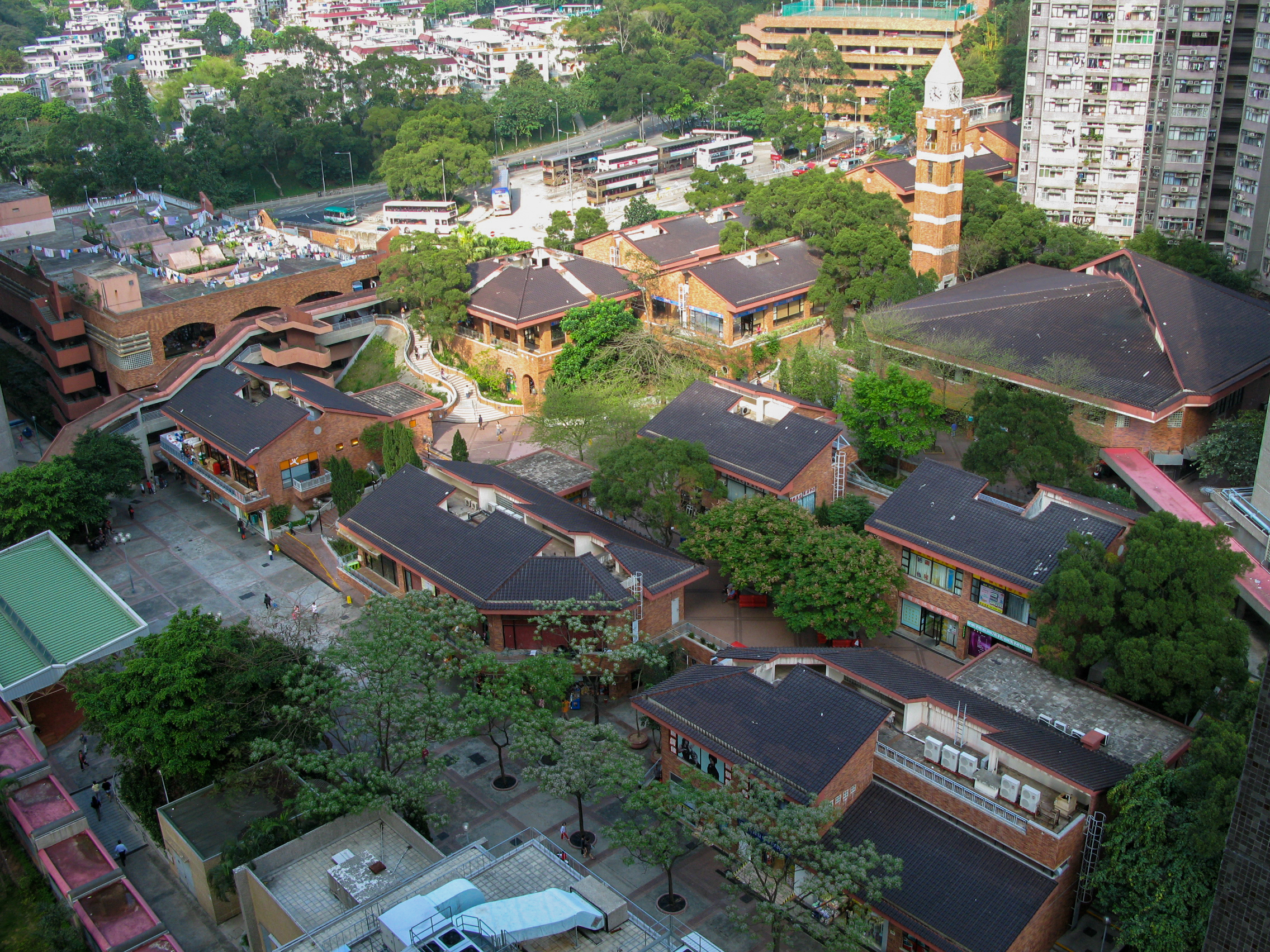
停車場（右上）

### 幼稚園
- 廣林浸信會呂郭碧鳳幼稚園（1990年創辦）（位於興林閣地下）

已結束
- 明愛曉幼幼稚園（1990年創辦）（位於馥林閣地下）

## 鄰近地方
- 廣源邨
- 康林苑
- 廣源紀律部隊宿舍
- 花心坑
- 帝堡城
- 綠怡雅苑
- 小瀝源
- 小瀝源渠
- 牛皮沙村
- 大老山公路
- 大老山隧道
- 香港恒生大學